# Prix Petit d'Ormoy, Carrière, Thébault
Le prix Petit d'Ormoy, Carrière, Thébault est un prix de mathématiques de l'Académie des Sciences française. Il est doté de 1 500 €. C'est un prix quadriennal, attribué sous cette forme depuis 1943. Un prix Petit d'Ormoy antérieur était aussi attribué en sciences naturelles et astronomie.

## Lauréats récents
- 2016 : Michel Soutif
- 2009 : Laurent Fargues, chargé de recherche au Centre national de la recherche scientifique au laboratoire de mathématique à l'université Paris-Sud[2],
- 2005 : Yann Brenier, directeur de recherche Centre national de la recherche scientifique au laboratoire Dieudonné à l'université Nice Sophia Antipolis.
- 2001 : Aline Bonami, professeure à l'université d'Orléans.
- 1997 : Marie-France Vignéras, professeure à l'Université Paris Diderot à Paris.
- 1993 : Françoise Combes, astrophysicienne, membre de l'Académie des sciences[3].

## Lauréats antérieurs
- 1977 : Hervé Jacquet
- 1971 : Georges Reeb
- 1967 : Serge Lang
- 1966 : Michel Jouvet[4]
- 1965 : Charles Ehresmann
- 1964 : Jean-Marc Fontaine
- 1962 : Marcel Prenant
- 1949 : Jean Leray
- 1948 : Szolem Mandelbrojt
- 1947 : Félix d'Hérelle
- 1943 : René Garnier

## Lauréats plus anciens
Un prix nommé plus simplement prix Petit d'Ormoy décerné par l'Académie, et à période d'attribution plus variable, a existé auparavant. Il était attribué en mathématiques, en physique, en astronomie ou en sciences naturelles. La liste qui suit est probablement incomplète.
- 1937 : Émile Roubaud
- 1931 : Gaston Julia
- 1925 : Jules Drach et Maurice Caullery
- 1923 : Élie Cartan
- 1921 : Marie Georges Humbert
- 1919 : Henri-Léon Lebesgue
- 1907 : Pierre Duhem (une deuxième fois à titre posthume)
- 1913 : Claude Guichard et Jules Lefèvre
- 1911 : Jules Tannery pour l'ensemble de ses travaux[5].
- 1907 : Pierre Duhem et Jules Künckel d'Herculais (sciences naturelles)
- 1905 : Émile Borel et Louis de Broglie
- 1903 : Jacques Hadamard et Marcel Alexandre Bertrand
- 1901 : Louis Eugène Bouvier
- 1895 : Albert Ribaucour et M. Pomel (sciences naturelles)
- 1893 : Marcel Bertrand (sciences naturelles)
- 1892 : Thomas Stieltjes
- 1891 : Édouard Goursat
- 1889 : Jean-Henri Fabre et Paul Appell
- 1887 : Édouard-Gérard Balbiani
- 1884 : Gaston Darboux
- 1883 : Henri Filhol